# Joséphine Guidy Wandja
Joséphine Guidy Wandja est une mathématicienne ivoirienne née en 1945 au Cameroun, la première agrégée africaine et docteure d’État en mathématiques, la première femme africaine avec un doctorat de 3ème cycle en mathématiques, la première femme africaine professeure de mathématiques dans une université. Elle a publié aux Nouvelles éditions africaines (NEA) à Abidjan une bande dessinée : Yao crack en maths.

## Biographie
Après avoir grandi au Cameroun, elle arrive en France à l'âge de 14 ans où elle effectue ses études secondaires et supérieures, à Châtellerault puis Paris. Elle obtient son doctorat 3ème cycle de mathématiques pures à l'Université de Paris VII en 1971 pour sa thèse : Sous les courbes fermées convexes du plan et le théorème des quatre sommets. Le 17 février 1981 elle obtient un doctorat d'Etat es sciences mathématiques à l'Université Nationale de Côte d'Ivoire avec une thèse intitulée Économie quadratique dont le sujet était:  Modèle de partage équitable ou théorie du chômage et  Modèles de décision entre investissement en biens durables et épargne en biens fiduciaires sous la direction de Jean-Pierre Aubin.
En 1991, elle obtient étant Maître de conférences-chercheur, une bourse Fulbright et part à la Rutgers University aux États-Unis d'Amérique pour préparer un Doctorat d'État en science économique ayant comme sujet : " la dynamique d'intégration commerciale des pays de l'Afrique subsaharienne : cas de la Zone Franc "
Elle a été maître de conférences de mathématiques à l'université nationale et chargée de cours de recherche opérationnelle et de mathématiques économiques à l'école nationale d'Administration.

## Distinctions et prix
Joséphine Guidy Wandja est membre de la Commission sur les femmes et les mathématiques en Afrique au sein de l'Union mathématique africaine (African Mathematical Union Commission on Women in Mathematics in Africa, AMUCWMA).
Elle est également Vice-Présidente pour l'Afrique de l'Ouest de l'association African Women in Mathematics.
- officier dans l’Ordre de mérite de l’éducation nationale (Côte-d’Ivoire)
- officier des palmes académiques (France)[8].

## Publications
- ELECTIONS DÉMOCRATIQUES ET MATHÉMATIQUES, Harmattan Côte-d'Ivoire, 2020
- Excision? Mutilation sexuelle ? Mythe ou Réalité ?, Présence Africaine Editions, 1987
- Yao crack en maths (Nouvelles éditions africaines, Abidjan, 1985), illustrations de Jess Sah Bi[9].
- Répertoire des enseignants et chercheurs africains / AUPELF, 1984
- Applications de la recherche opérationnelle : problèmes de l'agriculture dans les pays en voie de développement
- Peut-on dévaluer le franc CFA?